# Hawker Hind
Die Hawker Hind war ein leichter britischer Doppeldecker-Bomber und diente später als Schulflugzeug.
Die Hawker Hind diente als Zwischenlösung für einen leichten Bomber der Royal Air Force bis 1937 bessere Maschinen, wie die Bristol Blenheim und Fairey Battle zur Verfügung standen. Sie war der letzte Doppeldeckerbomber der RAF.
Der Erstflug war am 12. September 1934. Ab 1935 wurde sie in großer Anzahl an die RAF und die Auxiliary Air Force geliefert. Insgesamt wurden 558 Hawker Hind gebaut, viele von diesen wiederum exportiert.
Die Hind hatte eine Struktur aus Stahl und Duraluminium, die mit Gewebe bespannt war. Als Motor diente ein 640 PS leistender Rolls-Royce Kestrel V.
Nach der Ablösung als leichter Bomber wurden die Maschinen als Schulflugzeuge eingesetzt. Nachdem ein Pilot seine Grundausbildung auf einer Tiger Moth abgeschlossen hatte, war die Hind die nächste größere Maschine in der Ausbildungskette. Einige Hinds dienten auch zum Schleppen von Lastenseglern.
Am Anfang des Zweiten Weltkrieges waren viele Hinds immer noch im Ausbildungsdienst, bis sie 1942 zurückgezogen wurden.

## Produktion
Die Hawker Hind wurde von Hawkers in Kingston in Serie gebaut.
Abnahme der Hawker Hind durch die RAF:
| Version | 1935 | 1936 | 1937 | 1938 | Summe |
| ------- | ---- | ---- | ---- | ---- | ----- |
| Mk.I    | 3    | 253  | 251  |      | 507   |
| Trainer |      |      |      | 20   | 20    |
| Summe   | 3    | 253  | 251  | 20   | 527   |

Die Schweiz erhielt 1936 eine Hind. 1937 wurden vier Hind an Portugal und drei Hind an Jugoslawien geliefert. 1938 erhielt Lettland drei Hind, Afghanistan acht Hind und der Iran 18 Hind. 1939 erfolgte die Lieferung von 17 Hind an den Iran. Zusätzlich trat die RAF zwölf gebrauchte Flugzeuge an Afghanistan ab. Weitere 20 Flugzeuge wurden ab 1939 von der Iranian Aircraft Factory in Teheran in Lizenz gebaut. Die Gesamtproduktion belief sich somit auf 601 Flugzeuge.

## Militärische Nutzer
- Afghanistan: 28 ab 1938 bis 1957
- Iran
- Irland
- Jugoslawien
- Kanada
- Lettland
- Neuseeland: 78 bestellt, jedoch nur 63 in Dienst gestellt, da 15 durch Feindeinwirkung bei der Überstellung vernichtet wurden
- Portugal
- Südafrika
- Schweiz
- Vereinigtes Königreich

## Technische Daten
| Kenngröße             | Daten                                         |
| --------------------- | --------------------------------------------- |
| Besatzung             | 2                                             |
| Länge                 | 9,02 m                                        |
| Spannweite            | 11,35 m                                       |
| Flügelfläche          | 32,2 m²                                       |
| Höhe                  | 3,1 m                                         |
| Leermasse             | 1530 kg                                       |
| Flugmasse             | 2100 kg                                       |
| Höchstgeschwindigkeit | 299 km/h in 5.000 m (16.404 ft) Höhe          |
| Dienstgipfelhöhe      | 8350 m                                        |
| Reichweite            | 692 km                                        |
| Triebwerk             | 1 × Rolls-Royce Kestrel V mit 649 PS (477 kW) |
| Bewaffnung            | ein 7,7-mm-Vickers-MG, max. 225 kg Bomben     |

## Erhaltene Exemplare
Heute fliegt noch eine ehemalige afghanische Hawker Hind in der Shuttleworth Collection. Eine andere wird im RAF Museum in Hendon ausgestellt. Drei frühere neuseeländische Hinds wurden von der Subritzky-Familie in Dairy Flat nahe Auckland restauriert. Weitere Maschinen existieren noch in Afghanistan.